# Würtzler Arisztid
Hontfalvi Würtzler Arisztid (későbbi nevén: Aristid von Würtzler, más írásmóddal: Wurtzler) (Budapest, 1925. szeptember 20. – Debrecen, 1997. november 30.) magyar-amerikai hárfaművész, zeneszerző, zenetanár, az első amerikai nemzetközi hárfaverseny megszervezője, a New York Harp Ensemble hárfaegyüttes alapítója és vezetője.

## Életútja

### Magyarországi évek
Középosztálybeli lutheránus családból származott. A családi legendárium szerint vándorló rablólovagok voltak az őseik, akik Ausztriában telepedtek le. Egyik rokona Ferenc József házigyógyszerészeként tevékenykedett, róla utcát neveztek el Bécsben. Másik rokona a császári kabinetiroda főnökeként szolgált. Apja hegedűs, zeneesztéta és zeneszerző volt, aki fiai zenei nevelésére nagy figyelmet fordított. Bátyja, Béla szintén muzsikus lett; 1953-ban a bukaresti VIT-en nagydíjat szerzett gordonnal, ahol öccse kísérte zongorán, s kilenc éven át, 1956-ig tagja volt az Operaháznak.
Tanulmányait az Aszódi Evangélikus Gimnáziumban és a Liszt Ferenc Zeneakadémián folytatta, utóbbit 1950 és 1955 között. Kezdetben zongorázni és csellózni tanult, hárfázni 12-13 éves korában kezdett. Tanára Rohmann Henrik lett, mivel az először felkért Tournier-tanítvány, Gémes Irén a tanítását nem vállalta. A Liszt Ferenc Zeneakadémián Rékai Miklós volt a professzora, akivel többször is szembekerült. Kodály Zoltánnál 1953-ban zeneszerzést tanult. Egy ízben eltanácsolták, mert nem látogatta a marxizmus előadásokat, s csak Zathureczky Ede igazgató közbenjárására vették vissza. Az akadémiai évek alatt mint kísérődiák kapcsolatba került a Magyarországon tanuló Wanda Wiłkomirska lengyel hegedűművésszel.
1951-56 között az Állami Hangversenyzenekar foglalkoztatta. Utolsó magyarországi fellépésére 1956. november 22-én került sor az Operaházban, az éppen beteg Rékait helyettesítette. Bélával ellentétben az 1956-os forradalom eseményeiben nem vett részt, testvérét azonban beválasztották az Operaház forradalmi bizottságába. Mivel félt az általános megtorlástól, illetve úgy gondolta, hogy hárfás pályafutása csak egy szabadabb világban teljesedhet ki, ezért 1956/57 telén Bélával együtt emigrált Magyarországról.

### Az emigráció első évei
Először Bécsbe ment, de a magyar menekültek hűvös fogadtatása miatt továbbutazott Kanadába, aztán innen azonnal az Amerikai Egyesült Államokba. New Jerseyben (Camp Kilmerben), majd Clevelandben próbált gyökeret ereszteni. Nyelvismeret híján kezdetben alkalmi fizikai munkákból élt, még levélkézbesítéssel, hulladéküveg-gyűjtésével is foglalkozott. Egy ideig prostituáltakkal lakott egy házban, tőlük kért kölcsön, hogy első hárfáját megvehesse. 1957-ben Bélával együtt bekerült a Detroiti Szimfonikusokhoz, 1958-ban pedig második hárfásként a New York-i Filharmonikusokhoz. A próbajátékon Leonard Bernstein zenei igazgató hallgatta meg, többek között Smetana Moldva, Debussy Egy faun délutánja és Bartók Concerto című műveit játszotta. Az együttesnek 1961-ig volt a tagja. Béla Detroitban maradt, csak évekkel később ment át a bostoni filharmonikusokhoz.
1959-ben az izraeli kormány pedig megrendezte az első hárfa-világversenyt. 1962-ben Pierre Jamet francia professzor megalakította az első hárfa-világszövetséget. Ez neki is ösztönzést adott az amerikai hárfaélet szervezésére. 1963-ban megpályázta és elnyerte a Hartfordi Egyetem tanári állását, amit szólókoncertek mellett vitt. Mint szólista a világ 62 országában szerepelt. Az egyetem mesterkurzusaira neves külföldieket hívott meg, így Jametet, Hans Joachim Zingelt, a hárfairodalom neves kölni szaktekintélyét, Mireille Flourt belga és Vera Dulova szovjet hárfásokat, valamint Hacsaturján szovjet zeneszerzőt.
1969-ben megszervezte az első Amerikai Nemzetközi Hárfaversenyt. A megelőző évben annak érdekében, hogy a szocialista országok teljes számban képviseljék magukat a versenyen, személyesen is ellátogatott a Szovjetunióba, Bulgáriába, Jugoszláviába, Lengyelországba, Romániába és Magyarországra. A szervezés közben számos emberrel került szembe a Carlos Salzedót (1885-1961) követő modernebb és a Marcel Grandjanyt (1891-1975) követő konzervatívabb amerikai hárfaiskolák képviselői közül, akik közösen intrikáltak ellene. A verseny megszervezésével kapcsolatos elsőségét ma vitatják egy 1989-ben indult és azóta országossá fejlődött amerikai verseny szervezői.
Amerikai évei alatt tanárai közül Rohmannra és Kodályra emlékezett vissza szívesen, őket vendégül is látta az Egyesült Államokban. Rohmann a hárfaversenyekre utazott hozzá, Kodályt pedig egy hónapon át kísérte, és Serly Tibor amerikai-magyar zeneszerzővel is összeismertette.

### Világhír
1970-ben átment a New York Egyetemre és megalapította saját együttesét, a New York Harp Ensemble-t. Az együttesben rajta kívül rendszerint három-négy nő játszott. Felesége, Barbara Pniewska és Eva Jaslar lengyel emigránsok és az együttes alapítótagjai voltak. Az együttes több, mint 60 országba jutott el működésének csaknem 28 éve alatt.
1973-ban felkérést kapott a MÁV Szimfonikusoktól. A Keleti pályaudvaron tudta meg, hogy a műsort lemondták, helyette egy korábbi vetélytársa, egy magyar hárfásnő játszik. 1974-ben újra meghívták, amikor is fergeteges sikerrel szerepelhetett a Zeneakadémián. Magyarországra a nyolcvanas évek közepétől rendszeresen visszatért. Ugyan a hárfaoktatás helyzete és a nyugatitól elszakadt zenei élet egyes megnyilvánulásai elkeserítették, a rendszerváltás után Budapesten, Szombathelyen és a keszthelyi Festetics-kastélyban koncertet adott és nemzetközi mesterkurzust szervezett. Tanítványa volt többek között Lévai Mária, Sipkay Deborah. Pedagógus vállalkozása során Farkas Ferenc zeneszerzővel és Petró János karnaggyal, továbbá Ujfalussy József zenetörténésszel, az akadémia rektorával is kapcsolatba került. Próbálkozása azonban kudarcba fulladt, mert a diákok petíciója ellenére hivatalos erők ellehetetlenítették a hazai oktatásban. A 80-as, 90-es években együttesének néhány felvételét a Hungaroton adta ki, Marton Évával többször is együtt szerepelt.
Zenéről írt cikkei többek között a Music Journalban, a Batonban és a The Instrumentalist-ban jelentek meg. 1968-ban a London College of Applied Science (USA) díszdoktori címmel tüntette ki. Oktatói munkája mellett a hárfairodalom bővítésén is dolgozott. Neves szerzőket kért fel hárfás művek alkotására, pl. Durkó Zsoltot, Hidas Frigyest, Serly Tibort, Bernsteint, valamint Karlheinz Stockhausent, akivel a darab hossza miatt összekülönbözött. Ő maga is több átiratot, feldolgozást és saját művet alkotott.
Magyarországon hunyt el egy koncertút alkalmával váratlanul. A Fiumei úti sírkertben nyugszik.

## Emlékezete
1990-ben jelentek meg visszaemlékezései Beszélő hárfa címmel. Juhász Előd és Kaposi Kis István jegyezte le az emlékeket.
Magyarországon a hárfás emlékét a HarpPost blog szerzői őrzik. Számos cikket, dokumentumot közöltek róla, síremlékét gondozzák, a New York Harp Ensemble-ről és a személyéről pedig megemlékeztek az Eva Jaslarról szóló dokumentumfilmjükben.
Születésének 90. évfordulóján a HarpPost emlékkoncertet szervezett a budapesti Lengyel Intézetben Bábel Klára és Nizalowski Fanni hárfások részvételével. Az életéről szóló előadást Nizalowski Dorottya tartotta.
Egykori hartfordi tanítványa, Carl Swanson hárfakészítő (a Swanson Harp alapító-tulajdonosa) írt nekrológot róla, megjegyezve, hogy varázslatos bisbigliandója olyan tökéletes volt, amilyet senki más sem tudott.

## Munkája

### Oktatás
- Hartt College of Music, University of Hartford (USA), 1963–70
- New York University (USA), 1970–87
- Hofstra University (USA), 1970–72
- University of Bridgeport (USA), 1974–78
- Aaron Copland School of Music, Queens College, City University (USA), 1982–1997

### Hárfaversenyek és mesterkurzusok
- Hartt College of Music, University of Hartford – éves nemzetközi mesterkurzus és hárfaverseny (USA), 1963–1970
- New College, Sarasota, Florida – Summer Festival (USA), 1970, 1971
- State University of New York – Planting Fields (USA), 1970
- Sion (Svájc), Heimbach (NSZK) és Gitta de Castello – éves mesterkurzus, (Olaszország) 1972-78
- Sanghaj, Peking (Kína), 1982
- Kairói Konzervatórium (Egyiptom), 1985
- Liszt Ferenc Zeneművészeti Főiskola, 1987
- Szombathely, Savaria Szimfonikus zenekar, 1988
- Keszthely, 1990

### Zsűri
- Nemzetközi Hárfaverseny (Svájc), 1964, 1974
- Izraeli Nemzetközi Hárfaverseny (Izrael), 1965 (tiszteletbeli tag)
- Első Nemzetközi Hárfaverseny (USA), 1969
- Nemzetközi Hárfaverseny (Olaszország), 1978, 1980

### Rendelésre írott művek
- Concert Improvisation – Hartt College of Music (USA), 1969
- Little Suite – Nimura Hárfaegyüttes (Japán), 1970
- Modern Sketches – Rajnai Kamarazenekar (Németország) 1972

### Művek szólóhárfára
- Bartók – Vol. I. for Solo Harp (Lyra Music, International Music Service)
- Brilliant Romantic Etude (General Music Publication)
- Capriccio for Solo Harp. Memory of Salzedo (Lyra Music, International Music Service)
- Concert Improvisation (Lyra Music, International Music Service)
- Donizetti, Gaetano – von Würtzler: Lucia di Lammermoori. Paraphrase (General Music Publication)
- Händel, Georg Friedrich – von Würtzler: Concerto in F Major with Cadenza by von Würtzler (General Music Publication)
- Lullaby (Lyra Music, International Music Service)
- Menuet (Lyra Music, International Music Service)
- Modern Sketches (Southern Music Publication)
- Old Dance (Lyra Music, International Music Service)
- Puppet Dance (Lyra Music, International Music Service)
- Variations on a theme of Corelli (General Music Publication)
- Vivaldi, Antonio – von Würtzler: Concerto in D Major (General Music Publication)

### Eredeti művek
- Canto Amoroso (F. C. Publishing Co.)
- Caprice de Concert (F. C. Publishing Co.)
- Little Tale (F. C. Publishing Co.)
- Meditation (Salvi Intertanional Corp.)
- Paraphrase on a Theme from Rigoletto (F. C. Publishing Co.)
- Tale for the Boys (Salvi Intertanional Corp.)
- Three Miniatures for Violin and Harp (Salvi Intertanional Corp.)
- Vivaldi, Antonio: Concerto (F. C. Publishing Co.)

### Átiratok, feldolgozások
- Bach, Christian: Concerto „God Save the King”. Cadenza: von Würtzler (Salvi Intertanional Corp.)
- Bartók, Béla: Rumanian Folk Dances for Solo Harp (Salvi Intertanional Corp.)
- Bartók, Béla: Vol. II. for Solo Harp (Salvi Intertanional Corp.)
- Chinese folk song: Amid Flowers Beside the River Under the Spring (Salvi Intertanional Corp.)
- Franck, César: Agnus Dei for Solo Harp (F. C. Publishing Co.)
- Kodály, Zoltán: Gyermektáncok (Salvi Intertanional Corp.)
- Kodály, Zoltán: Intermezzo from Háry János (Salvi Intertanional Corp.)
- Kodály, Zoltán: Székely nóta, Hungarian Songs (3) (Magyar parasztdalok)
- Landscape in Sunset. Original work from China, edited by von Würtzler. (Salvi Intertanional Corp.)
- Marcello, Benedetto: Adagio for Solo Harp (F. C. Publishing Co.)
- Noon. Edited by von Würtzler (Salvi Intertanional Corp.)
- The Cherry Blossoms. Original work from China, edited by von Würtzler. (Salvi Intertanional Corp.)
- The Voice of Youth. Original work from China, edited by von Würtzler. (Salvi Intertanional Corp.)
- Vivaldi, Antonio: D Major Concerto PVW 209 with Cadenza (F. C. Publishing Co.)
- Vivaldi, Antonio: Largo from Concerto in D Major PVW 209 (F. C. Publishing Co.)
- XVIII Century Hungarian Dances (Salvi Intertanional Corp.)

### Híres mondásai
- „Napi hat-nyolc óra babusgatás, cirógatás, ráncba szedés nélkül ez nem megy.” (Ti. a hárfázás)
- „Wiłkomirska hegedült, én gyantáztam.”
- „Édes Susanne, ne akard elfelejteni azt, amit már előtted valaki megcsinált. Ha nem tévedek, az első verseny éppen húsz éve volt, így a sorszám most már csak második lehet.” (Levél S. McDonalds bloomingtoni professzornak, az „első” nemzetközi amerikai hárfaverseny szervezőjének 1989-ben.)